# 白夏
《白夏》是日本漫画家安达充与漫画原作家武论尊合作完成的短篇作品。刊载于周刊少年SUNDAY2002年8月21～28日号上。故事以一名普通的警察垣内吾郎（主人公）执法时打伤闹事者为开端，而此时又恰逢日本棒球最为狂热的夏季，讲述了主人公与高中时代棒球部的投捕搭档——市村哲之间的友谊。